# 三側錐三角柱
三側錐三角柱（Triaugmented triangular prism）又稱四角化三角柱（Tetrakis triangular prism）:41，由14個正三角形組成，由於這種多面體的面都是三角形，因此是一種十四面的三角面多面體，其亦屬於詹森多面體之一，索引為J51。形如其名地，它可由三個正四角錐（J1）以底面黏合在一個正三角柱的側面上組合而成，這與側錐三角柱（J49）和二側錐三角柱（J50）有著極為相似的構造。詹森多面體是凸多面體，面皆由正多邊形組成但不屬於均勻多面體，共有92種。這些立體最早在1966年由諾曼·詹森（Norman Johnson）命名並給予描述。

## 性質
三側錐三角柱共由14個面、21條邊和9個頂點組成。組成三側錐三角柱的14個面都是正三角形。在其9個頂點中，有3個頂點是4個三角形的公共頂點，在頂點圖中可以用[34]來表示、另外6個頂點是5個三角形的公共頂點，在頂點圖中可以用[35]來表示。

### 體積與表面積
若一個三側錐三角柱邊長為{\displaystyle a}，則其體積{\displaystyle V}與表面積{\displaystyle A}為：
{\displaystyle V={\frac {2{\sqrt {2}}+{\sqrt {3}}}{4}}a^{3}\approx 1.14012a^{3}}
{\displaystyle A={\frac {7{\sqrt {3}}}{2}}a^{2}\approx 6.06218a^{2}}

### 二面角
三側錐三角柱有3種二面角，這三種二面角皆為三角形和三角形的二面角，但位置不同，其角度分別為：
位於兩個相異側錐側面的交角角度為：
{\displaystyle \arccos \left(-{\frac {1+2{\sqrt {6}}}{6}}\right)\approx 2.957830\approx 169.471221^{\circ }}
位於底面和側錐側面的交角角度為負根號三分之二的反餘弦值，約為144.7356度：
{\displaystyle \arccos \left(-{\sqrt {\frac {2}{3}}}\right)\approx 2.52611294\approx 144.735610^{\circ }}
位於同個側錐側面的交角角度為負三分之一的反餘弦值，約為109.471度：
{\displaystyle \arccos \left(-{\frac {1}{3}}\right)\approx 1.9106332\approx 109.471221^{\circ }}

### 頂點座標
三側錐三角柱的頂點座標為：
{\displaystyle \left(\pm {\frac {1}{2}},\,\pm {\frac {1}{2}},\,0\right)}
{\displaystyle \left(0,\,0,\,{\frac {\sqrt {2}}{2}}\right)}
{\displaystyle \left(0,\,\pm {\frac {1}{2}},\,-{\frac {\sqrt {3}}{2}}\right)}
{\displaystyle \left(\pm {\frac {1+{\sqrt {6}}}{4}},\,0,\,-{\frac {{\sqrt {2}}+{\sqrt {3}}}{4}}\right)}
最後一個座標的x和z值可透過解下列方程式獲得：
{\displaystyle x^{2}+\left({\frac {1}{2}}\right)^{2}+\left(z+{\frac {\sqrt {3}}{2}}\right)^{2}=1^{2}}
{\displaystyle \left(x-{\frac {1}{2}}\right)^{2}+\left({\frac {1}{2}}\right)^{2}+z^{2}=1^{2}}

## 對偶多面體
三側錐三角柱的對偶多面體為截四階角雙三角錐（order-4 truncated triangular bipyramid），又稱底面截角雙三角錐（base-truncated triangular bipyramid）或5階結合多面體。

## 外部連結
- 埃里克·韦斯坦因. . MathWorld.
- 埃里克·韦斯坦因. . MathWorld.